# تعلم المفهوم
تعلم المفهوم أو المفاهيم (Concept Learning) أو تعلم الأصناف وتكوين المفاهيم، مصطلح نفسي تربوي يعني تصنيف مجموعة من العناصر إلى فئات متشابهة أو متجانسة في خصائصها، ويهدف إلى تنمية الإدراك والوعي لدى الطفل، ويساعد في تمييز العناصر بالاعتماد على خصائصها الأساسية: الشكل، اللون، الصوت، اللمس، والطعم. وهو وسيلة لإدراك العالم بشكل منظم، وتؤدي إلى 4 نشاطات معرفية رئيسية وهي التعميم، التعرف، التمييز، وحل المشكلات.